# 帕克蓋特
帕克蓋特（Parkgate）是北愛爾蘭安特里姆郡的一個小村莊。它位於多尼戈爾山腳下，靠近六英里水域。它位於巴利克萊爾和安特里姆鎮之間。它位於安特里姆區內。2011年人口普查顯示該市人口為676人。

## 外部連結
- The Man From Peru （页面存档备份，存于）